# Шипхорст
Шипхорст (нем. Schiphorst) — община в Германии, в земле Шлезвиг-Гольштейн. 
Входит в состав района Герцогство Лауэнбург. Подчиняется управлению Зандеснебен.  Население составляет 591 человек (на 31 декабря 2010 года). Занимает площадь 8,15 км².